# Un coup de dés jamais n'abolira le hasard
Un coup de dés jamais n'abolira le hasard è una poesia di Stéphane Mallarmé apparsa nel 1897 sulla rivista Cosmopolis e poi pubblicata nel 1914 in La Nouvelle Revue française. È uno dei primi poemi tipografici della letteratura francese.